# Problème du k-supplier
Le problème du k-supplier minimum est un problème algorithmique de théorie des graphes.
Il s'agit de trouver sous contrainte un ensemble réparti de sommets « fournisseurs » tel que le reste des sommets du graphe, les « clients », aient dans leur voisinage un sommet « fournisseur » qui leur soit le plus proche possible. Rechercher un tel ensemble dans un graphe est un problème NP-complet.

## Définition formelle
Soit {\displaystyle k\in \mathbb {N} ^{+}} et soit le graphe complet {\displaystyle G=(V,E)} valué par {\displaystyle C:V\rightarrow \mathbb {N} ^{+}} et {\displaystyle W:E\rightarrow \mathbb {N} ^{+}} et vérifiant l'inégalité triangulaire. Soit {\displaystyle F\subset V} et {\displaystyle C\subset V} tels que {\displaystyle F\cap C=\emptyset } et {\displaystyle F\cup C=V}. Un k-supplier minimal est {\displaystyle S\subseteq F} tel que :
- {\displaystyle \sum _{v\in S}C(v)\leq k}
- {\displaystyle \max _{v\in C}\min _{s\in S}W(s,v)} est minimum.

## Complexité et approximation
Le problème est NP-complet. Il existe un algorithme d'approximation de ratio 3, et ce ratio est optimal si P est différent de NP.